# Collatino
Collatino è il ventiduesimo quartiere di Roma, indicato con Q. XXII.
Deve il suo nome alla via Collatina, che inizia all'interno del quartiere dal lato sinistro della via Prenestina e che conduce a Lunghezza.

## Geografia fisica

### Territorio
Si trova nell'area est della città. Si presenta di forma pressoché quadrangolare, suddiviso in sei settori dal tratto urbano della A24 e dalla ferrovia Roma-Sulmona-Pescara, che lo attraversano da ovest ad est, e dalle vie della Serenissima e Filippo Fiorentini che lo tagliano centralmente da sud a nord.
Il quartiere confina:
- a nord con il quartiere Q. XXI Pietralata[1]
- a est con il quartiere Q. XXIX Ponte Mammolo e le zone Z. VII Tor Cervara[2] e Z. VIII Tor Sapienza[3]
- a sud con i quartieri Q. XIX Prenestino-Centocelle[4] e Q. VII Prenestino-Labicano[5]
- a ovest con il quartiere Q. VI Tiburtino[6]

## Storia
Diventa ufficialmente quartiere nel 1961, soppiantando il suburbio Tiburtino, del quale si possono ancora trovare alcune targhe stradali con la numerazione S. III.

## Monumenti e luoghi d'interesse

### Architetture religiose
- Chiesa di Santa Maria del Soccorso, su via Debussy.
- Chiesa di Santa Maria Addolorata, sul viale della Venezia Giulia.
- Chiesa di San Giuseppe artigiano, sul largo San Giuseppe Artigiano.
- Chiesa di Santa Maria della Visitazione, su via dei Crispolti.
- Chiesa di Sant'Agapito, su viale della Venezia Giulia.
- Chiesa di San Giovanni Battista in Collatino, su via Sandro Sandri.
- Chiesa di Sant'Igino papa, su via Ernesto Rossi.
- Chiesa di Gesù di Nazareth, su via Igino Giordani.

### Architetture scolastiche
- Scuola dell'infanzia "Dalmazio Birago", su via Collatina. Edificio del XX secolo (1938). 41.901338°N 12.568064°E

### Architetture militari
- Forte Tiburtina, al quarto km di via Tiburtina. Forte del XIX secolo.

### Siti archeologici
- Parco Archeologico di Villa Gordiani
- Catacomba di via Rovigno d'Istria, su via Rovigno d'Istria. Catacomba a due piani.[7][8] 41.895453°N 12.556402°E
- Cisterna di piazza Ronchi, su piazza Ronchi. Cisterna del II secolo.[9] 41.894917°N 12.549516°E
- Casali "Le Cappellette", nel parco Prampolini. Sepolcri del IV secolo.[10] 41.897896°N 12.569866°E

### Altro
- Fontana Bocca di leone, su via Collatina angolo via Grotta di Gregna. 41.900898°N 12.567569°E
- Stele in memoria di Nicole Lelli e di tutte le vittime del femminicidio[11], nel parco Achille Grandi, lato via Prenestina.

Inaugurata nel novembre 2018, alla vigilia della Giornata internazionale per l'eliminazione della violenza contro le donne.

### Aree naturali
- Parco Baden Powell, da viale Sacco e Vanzetti.
- Parco Domenico Taverna, lungo via San Giusto e via Pisino.
- Parco Achille Grandi, fra via Collatina, via Prenestina e via Mario Chiri.
- Parco Tiburtino III, fra via del Frantoio e via del Badile.
- Parco Prampolini, fra via Collatina, viale Giovanni Battista Valente, via Prenestina e viale Palmiro Togliatti.
- Giardino Danilo di Veglia, lungo via Dino Penazzato.
- Giardino Aldo Tozzetti, da via Piero Caleffi.

## Cultura
- Teatro Tendastrisce, su via Giorgio Perlasca.

## Geografia antropica

### Urbanistica
Nel territorio del Collatino si estendono le zone urbanistiche 5A Casal Bertone, 5B Casal Bruciato (intera), 5D Tiburtino Sud, 6D Gordiani e 7A Centocelle.
Fanno inoltre parte del Collatino le aree urbane di Portonaccio, Santa Maria del Soccorso (già borgata Tiburtino III), Verderocca, la sezione ovest di Colli Aniene, Villa Gordiani e Parco Prampolini.

## Infrastrutture e trasporti
|  | È raggiungibile dalle stazioni di Roma Prenestina, Serenissima e Palmiro Togliatti. |

## Sport

### Calcio
- A.S.D. P. Vigor Perconti, che milita nella stagione 2024-2025 nel campionato di Promozione.

### Judo
- S.S.D. Blu 3000. La storica palestra di via Dino Penazzato, è una delle realtà sportive più antiche del quartiere. Le società che si sono avvicendate nella gestione dell'impianto, il C. S. Collatino, la A.S.D. Albatros 1 e recentemente la polisportiva S.S.D. Blu 3000, hanno sempre mantenuto attivo il settore Judo con apprezzabili risultati agonistici, condividendo pubblicamente la denominazione Judo Collatino. Nella classifica provvisoria delle Società Sportive della Federazione Italiana Judo Lotta Karate Arti Marziali del 2021 la S.S.D. Blu 3000 risulta al 72º posto a fronte di 1044 affiliate (dato 2021) e fra le prime quindici società romane.[12]

### Pallacanestro
- PGS Borgo Don Bosco che, nel campionato 2019-2020, milita nel campionato maschile di Serie C Silver.[13]